# Курантин
Курантин (идиш קורנטין‎) — первая газета на идише и первая газета с еврейским шрифтом и содержанием. Выходила в Амстердаме, начиная с 9 августа 1686 года до 5 декабря 1687 года, два раза в неделю по вторникам. Газета печаталась на западноевропейском диалекте идиша, и включала в себя также и ряд голландских слов. В библиотеке еврейско-португальской общины в Амстердаме хранится сто экземпляров этого издания.
Издателем газеты был Ури Файбуш Ха-леви, прославившийся также как издатель старопечатных книг. Редактором и наборщиком газеты служил христианин, принявший иудаизм. Он был родом из немецкого города Никольсбург и носил еврейское имя — Моше бен Аврагам Овину.
Газета печатала новости о войне с турками, о положении гугенотов, французских протестантов, преследуемых церковью и властями, о преследованиях евреев и марранов в Испании и Португалии.
Множество новостей было связано с мореплаванием (о прибывающих кораблях в портах страны с датами убытия и прибытия), с пиратами, стихийными бедствиями, с эпидемиями — еврейские купцы отправлялись в разные страны на кораблях, и информацию об этом они получали из газеты.
Еврейские торговцы из разных мест — Германия, Италия, Польша, Англия, Турция, Испания, Швеция, Россия, Прибалтика, Азия (включая Индию) и Африка — посылали свои дневниковые записи газете, и редакция публиковала их по своему усмотрению.